# Helyiérdekű vasút

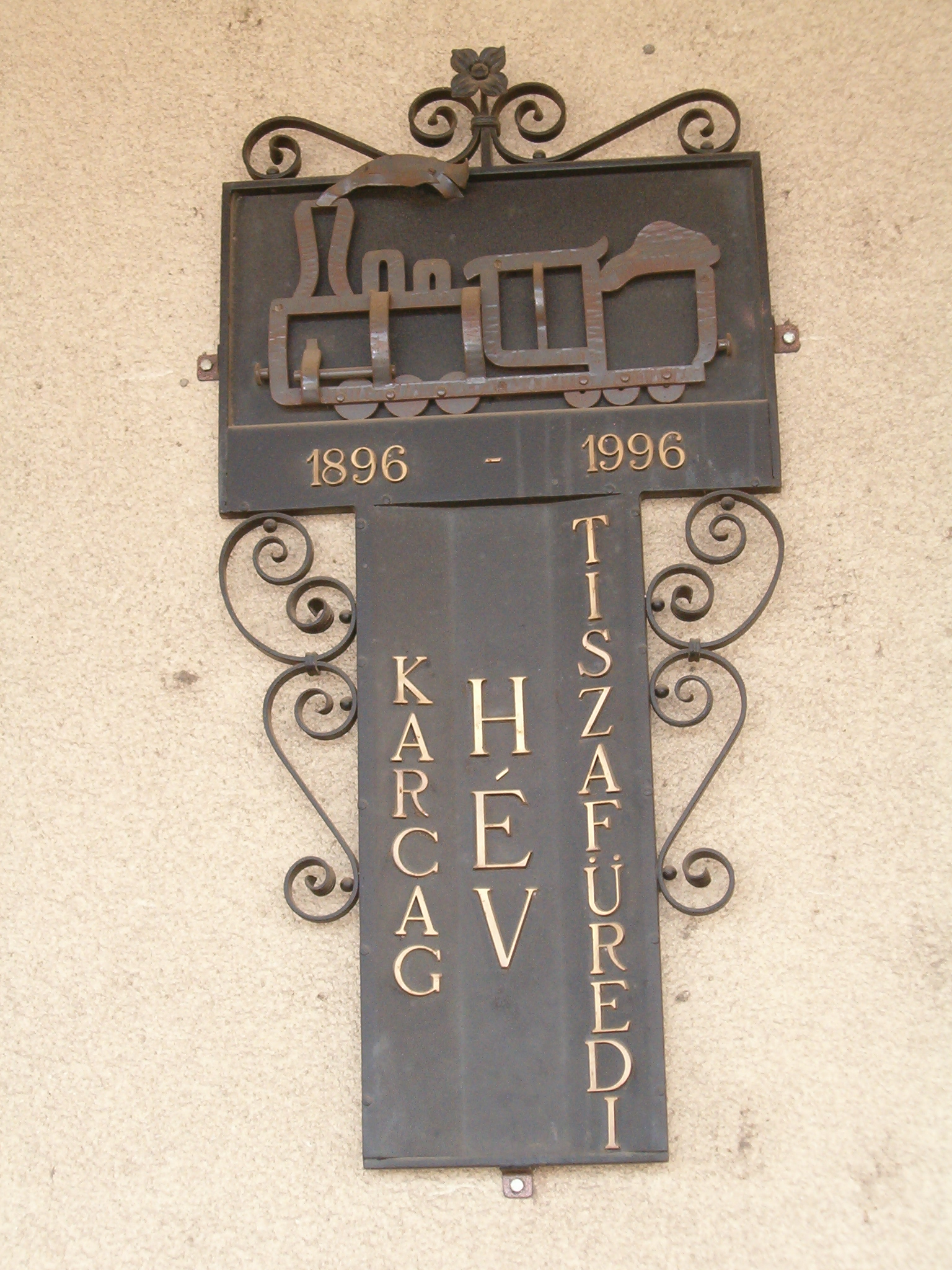
A Karcag–Tiszafüred HÉV-vonal emléktáblája a karcagi vasútállomás falán

A helyiérdekű vasút (röviden HÉV) eredetileg francia eredetű kifejezés; olyan vasutat jelöl, amelynek megépítéséhez egy térség, régió érdeke, s nem országos érdek fűződik. A magyar „HÉV” szó eredetileg az 1880 után alakult helyiérdekű vasúttársaságok állandó rövidítése volt.

## Magyarországon
Magyarországon a helyiérdekű vasutakról szóló 1880. évi XXXI. törvénycikk alapján kezdődött meg kiépítésük. Elődjüknek az Arad–Körösvölgyi Vasút tekinthető, mely 1877-ben épült vonalával elsőként bizonyította be Magyarországon a helyiérdekű vonalak hasznát. A következő 30 évben több ezer kilométer helyiérdekű vasútvonal épült Magyarország akkori területén, volt olyan év, amelyben több mint 500 km vasutat adtak át. A vasútépítés lendületét az I. világháború törte meg, a háború alatt és után már nem volt képes az ország nagyszabású vasútépítésre.
A helyiérdekű vasutak olyan területeken épültek ki, amelyeket a távolsági összeköttetést megvalósító fővonalak elkerültek, azonban a helyi igények kiszolgálása céljából megérte a vasútépítés. A vasúti mellékvonalak hálózata alapvetően helyiérdekű vasútként épült ki. A helyiérdekű vasutak önálló, koncessziós jellegű részvénytársasági formában épültek, de üzemeltetésüket általában más megbízott vasúttársaság, legtöbbször a Magyar Államvasutak végezte. A koncesszió lejárta után a helyiérdekű vasút tulajdonjoga a magyar államra szállt volna, de többnyire anyagi nehézségek miatt az államosítás már korábban bekövetkezett. Az államosítás első hulláma 1930 körülre tehető, amikor a nagy gazdasági világválság csapását már nem tudták kiheverni a már Trianont és annak gazdasági hatásait is megszenvedő társaságok. A megmaradt vasutakat 1945 után államosították, napjainkra jogilag önálló egyedül a Fertővidéki Helyiérdekű Vasút Részvénytársaság maradt.
A helyiérdekű vasutak a vasúti fővonalaktól eltérő szemléletmóddal épültek. A fővonali vasúttársaságok nyereségét a vasútüzemi haszon adta, építkezéseik a kor nagyberuházásainak számítottak. A helyiérdekű vasutak távoli nagybankok és befektetők pénze helyett a helyi földbirtokosok, települések pénzén épülnek, a befektetett tőke kamatát elsősorban nem a vasútüzemi nyereség, hanem a vasútépítésben érintettek vasúti szállításból eredő közvetlen haszna garantálta. Az érintett települések és nagybirtokosok bevonásával a kisajátítási költségek alacsonyak maradtak, emellett a törvényi keretek is lehetőséget biztosítottak alacsonyabb műszaki színvonalú pálya kiépítésére, valamint egyszerűsített üzletvitelre.
A helyiérdekű vasutak többnyire normál nyomtávolságú, egyvágányú pályát fektettek le, bár akadtak kisvasúti vonalat üzemeltető HÉV-társaságok is. A korabeli besorolás szerint a fővonalak elsőrangú, a normál nyomtávú helyiérdekű vasutak másodrangú, a keskeny nyomtávú helyiérdekű vasutak harmadrangú, míg az egyéb mezőgazdasági és ipari célú vasútvonalak negyedrangú vasútnak minősültek.
A helyiérdekű vasutak gyakran alulmaradtak a kis forgalomhoz jobban igazítható közúti közlekedés támasztotta versenyben.  Az eredeti értelemben vett, helyi igényekhez alkalmazkodó, egyszerűsített, olcsó üzletmenet az 1990-es években is felmerült, a közben megváltozott jelentésű HÉV helyett a regionális vagy térségi vasutak szervezésének formájában.

### Szabványtervek
A kiépülő helyiérdekű vasutak műszaki paramétereit a törvényen kívül általában a későbbi üzemeltető is szabályozta. A MÁV-nál 1892-ben külön helyiérdekű vasúti szabványt dolgoztak ki, mely tartalmazza a vasútállomások szabványterveit. Ennek leginkább szembetűnő eleme a felvételi épület (állomásépület) volt, melyet méretük szerint osztályokba soroltak. Fő szempont a bővíthetőség volt: a negyedosztályú épületek emelet ráépítéssel harmadosztályúvá voltak átépíthetők, innen egy-egy épületszárny hozzáadásával másodosztályúvá illetve elsőosztályúvá válhatott az állomás. Az ötödosztályú épületeknél ilyen lehetőség nem volt, megjegyzendő, a negyedosztályú épületek harmadosztályúvá építése sem volt gyakori, inkább harmadosztály fölött volt jellemző a bővítés.
A típustervek előírták a további létesítmények terveit is, így szabvány szerint épültek a raktárak, gabonaszínek, állatrakodók, árnyékszékek, kutak, hídmérlegek, állomási és vonali őrházak (utóbbiakhoz szabvány állattartó ólak és külön kenyérsütő kemence is tartozott). A tervek szabályozták az állomási létesítmények elrendezését és a vágányrajzot, bár ettől voltak eltérések a terepviszonyokat vagy későbbi bővítéseket figyelembe véve. Érdekesség a szabvány által előírt, állomásépület elé ültetendő három gesztenyefa, melyek több vasútállomáson ma is megtalálhatóak. Sokszor túlélték az állomást is, így az állomás vagy az egész vasútvonal megszűnése után is jelzik annak a helyét.
Vágányok kiépítésében a 23,6 kg/m-es "i" jelű sín vált egyeduralkodóvá, bár az "i" sínrendszer bevezetése előtt több hasonló tömegű sínrendszert is használtak a helyiérdekű vasutak (pl. n, eI, m). A vágányok rendszerint talpfákon feküdtek (9 méteres i sínek esetén 13 talpfa jutott egy mező alá), a síneket sínszegekkel erősítették le, és hevederes, lengő sínillesztéssel kapcsolták egymáshoz. Az ágyazat a helyi adottságoknak leginkább megfelelő, könnyen beszerezhető anyag volt - alföldi vonalaknál rendszerint homok vagy bányakavics alkotta, amelyet később cseréltek zúzottkőre. A szabványtervek itt is meghatározták a vonalvezetést (minimális ívsugár, maximális emelkedés), az alépítmény jellemzőit (műtárgyak, átereszek, töltés koronaszélessége és rézsűhajlása). A helyiérdekű vasutak tervezési és engedélyezési sebessége rendszerint 40 km/h volt.

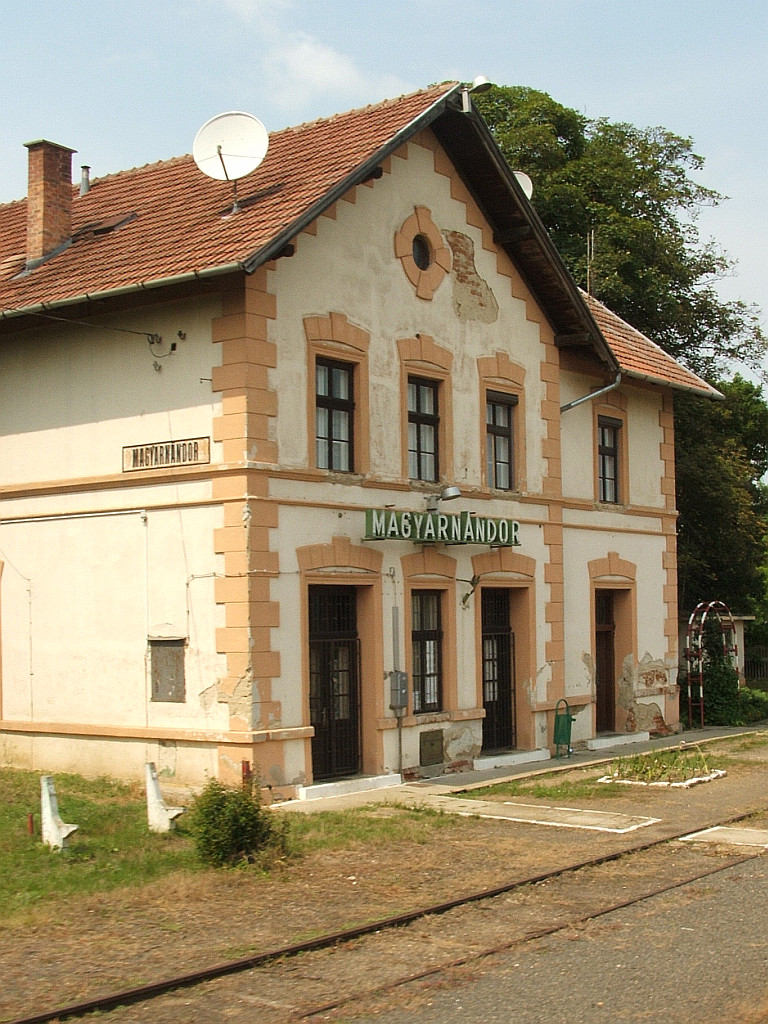
Másodosztályú felvételi épület (Magyarnándor)
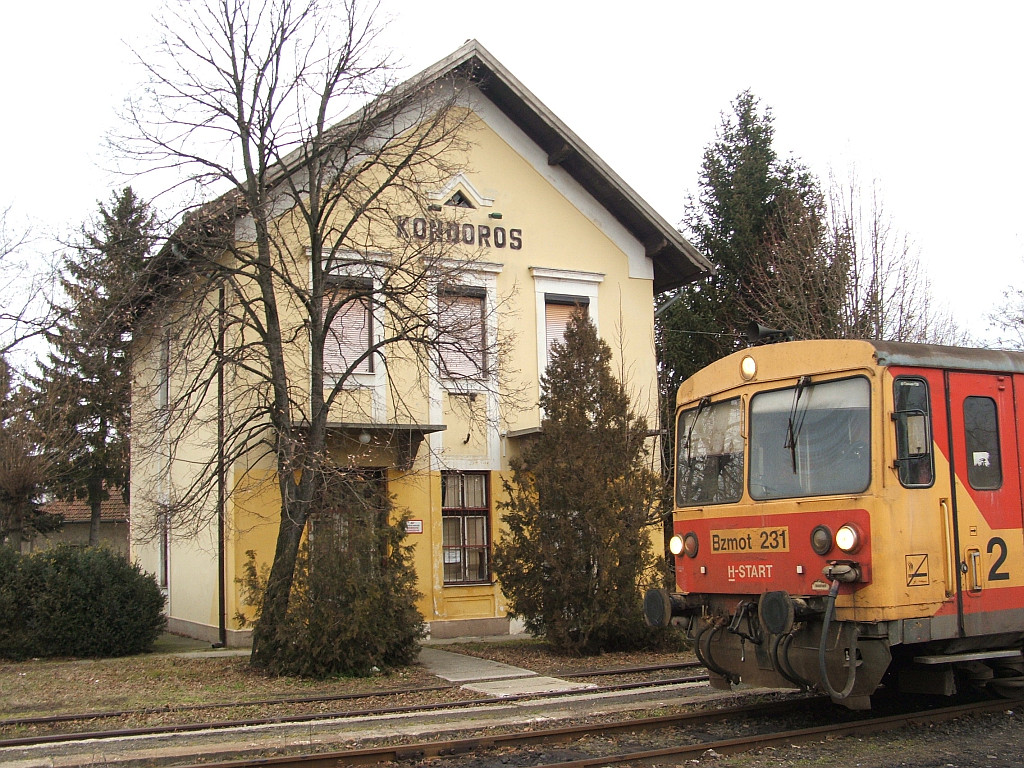
Harmadosztályú felvételi épület (Kondoros)
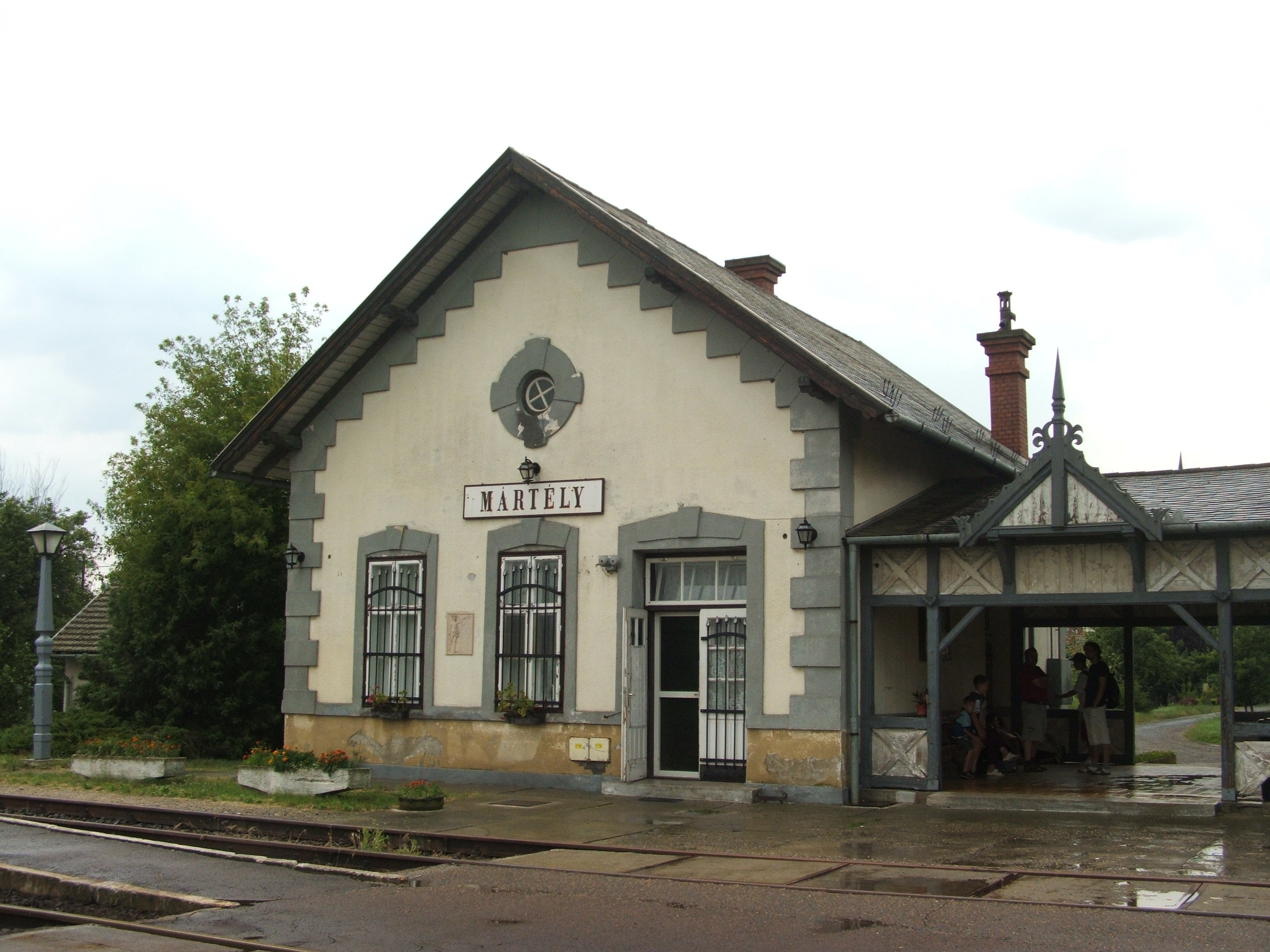
Negyedosztályú felvételi épület (Mártély)
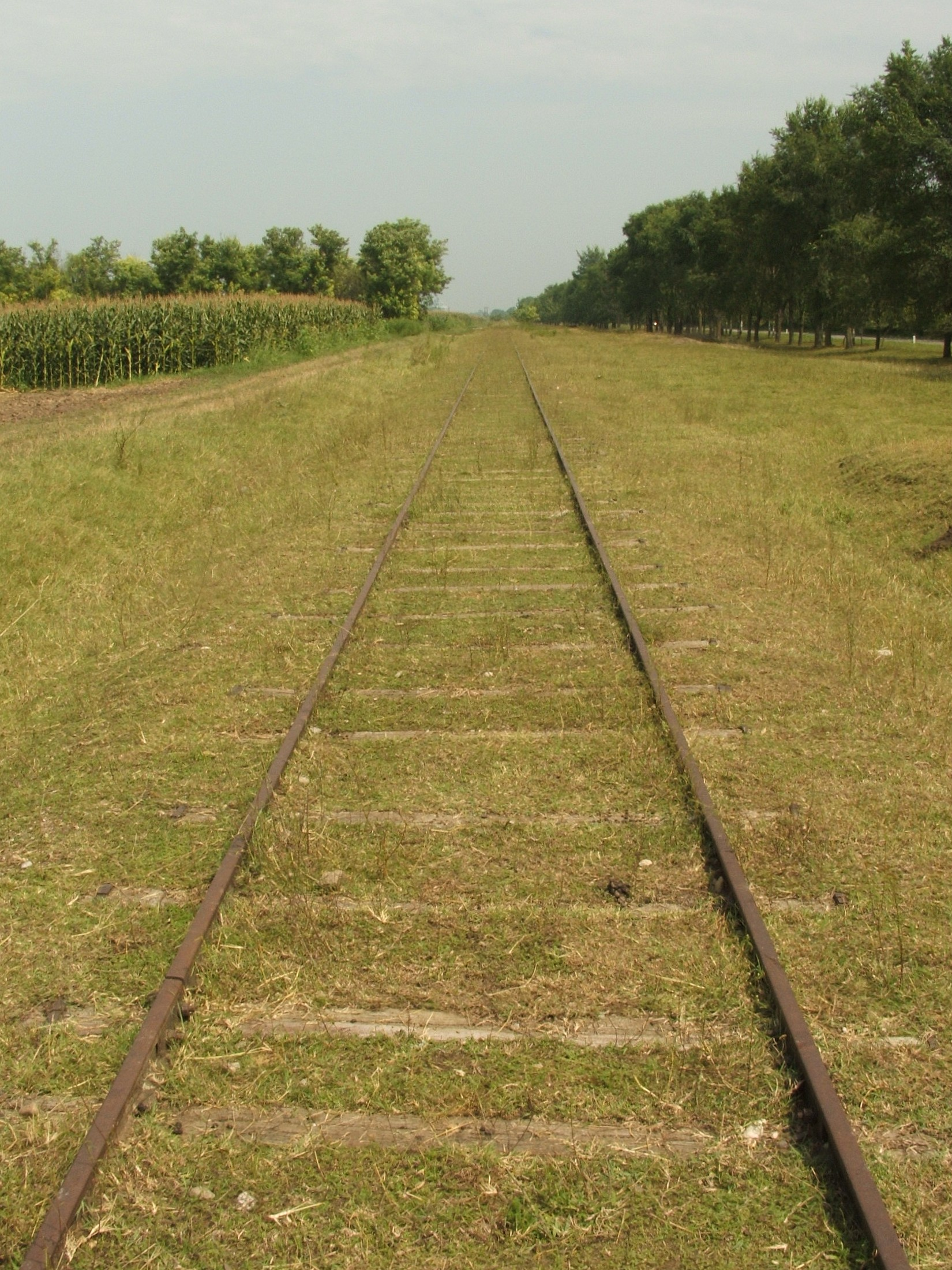
Eredeti kiépítésében megmaradt szabványos helyiérdekű vasúti pálya (Óbecse)